# Реале ди Сото (Мантова)
Реале ди Сото је насеље у Италији у округу Мантова, региону Ломбардија.
Према процени из 2011. гoдине у насељу је живело 42 становника. Насеље се налази на надморској висини од 87 m.